# هوبير توماس ديلاني
هوبير توماس ديلاني هو سياسي أمريكي، ولد في 11 مايو 1901 في رالي في الولايات المتحدة، وتوفي في 28 ديسمبر 1990 في مانهاتن في الولايات المتحدة. نشط حزبياً في الحزب الجمهوري. وقد انتخب وكيل المنطقة الجنوبية من نيويورك ‏.